# Souk-Oufella
Souk-Oufella è un comune dell'Algeria, situato nella provincia di Béjaïa.